# Celina Bobińska
Celina Ewa Bobińska-Wolska (ur. 24 grudnia 1913 w Krakowie, zm. 10 czerwca 1997 tamże) – polska historyk dziejów nowożytnych i działaczka komunistyczna.

## Życiorys
W 1918 wyjechała wraz z matką Heleną do Moskwy, gdzie przebywał jej ojciec Stanisław Bobiński. Jej wujem był Julian Brun, a siostrą cioteczną Celina Budzyńska. Studia wyższe ukończyła na Uniwersytecie Państwowym w Moskwie w 1937 r. Do 1940 pracowała jako nauczycielka, następnie jako aspirant na Uniwersytecie Moskiewskim. W 1945 r. została kandydatem nauk historycznych; jej promotorem był znawca dziejów Polski Uładzimir Piczeta. 
Do Polski wróciła w 1945 r. i w latach 1945–1950 przebywała w Warszawie. Od 1945 była członkinią Polskiej Partii Robotniczej. W 1946 Bobińska nostryfikowała swój dyplom kandydacki na Uniwersytecie Łódzkim, od 1947 prowadziła wykłady zlecone na Uniwersytecie Warszawskim z zakresu idei społecznych i ekonomicznych oświecenia. Pracowała jako publicysta, redaktor i wykładowca w Centralnej Szkole Partyjnej PZPR w Łodzi. Należała wówczas do półformalnej grupy (wraz m.in. z Żanną Kormanową i Stanisławem Arnoldem) młodych historyków marksistowskich nadających kierunek przekształceniom ideologicznym polskiej historiografii. W 1948 weszła w skład Marksistowskiego Zrzeszenia Historyków, utworzonego na VII Zjeździe Historyków Polskich we Wrocławiu. W 1950 wystąpiła z publiczną krytyką działalności naukowej Władysława Konopczyńskiego, oskarżając go o podejście badawcze do historii niezgodne z linią materializmu historycznego. Historycy związani z MZH przejęli w owym okresie kontrolę nad redakcjami „Kwartalnika Historycznego” i „Przeglądu Historycznego”; Bobińska przez krótki czas w 1950 należała do redakcji tego drugiego pisma. W lutym 1950 została wybrana przewodniczącą MZH.
Jej mąż Władysław Wolski był Ministrem Administracji Publicznej w rządzie Józefa Cyrankiewicza. Jego działalność i powiązania z radzieckimi służbami bezpieczeństwa spowodowały w 1950 usunięcie ze stanowisk państwowych i partyjnych za intrygi przeciwko kierownictwu PZPR. Został on wysłany do Krakowa w maju 1950 na stanowisko dyrektora biblioteki wojewódzkiej, Bobińska zaś przeprowadziła się wraz z nim. Od 1950 r. była kierownikiem Katedry Historii Polski Nowożytnej i Najnowszej UJ, kierowanej do 1948 przez Konopczyńskiego. Współorganizowała i uczestniczyła w Kongresie Nauki Polskiej w 1951 oraz tzw. Konferencji Otwockiej (1951/52), na której skrytykowano niezgodność z wykładnią marksizmu prac historycznych Kieniewicza i Wereszyckiego. W latach 1952–1968 kierownik Pracowni Badań Agrarnych w Instytucie Historii PAN. W 1954 została profesorem nadzwyczajnym, a w 1961 zwyczajnym.
W pracy naukowej skupiała się na badaniu dziejów gospodarczych i społecznych Polski, historii oświecenia, zajmowała się również metodologią historii i marksizmem. Była autorką prac z zakresu dziejów wsi w Małopolsce. Promowała przeszło 150 prac magisterskich, a także doktoraty między innymi Andrzeja Chwalby i Mariana Zgórniaka.
Pochowana na cmentarzu Rakowickim w Krakowie.

## Ordery i odznaczenia
- Order Sztandaru Pracy II klasy (1964)[18]
- Krzyż Kawalerski Orderu Odrodzenia Polski (28 września 1954)[19]
- Medal 30-lecia Polski Ludowej
- Medal 10-lecia Polski Ludowej (15 stycznia 1955)[20]
- Odznaka 1000-lecia Państwa Polskiego

## Wybrane publikacje
- Studia z dziejów wsi małopolskiej w drugiej połowie XVIII wieku (red.), 1957
- Kraków jako ośrodek towarowy Małopolski Zachodniej w drugiej połowie XVIII wieku (red.), 1959[15]